# Meristogenys jerboa
Espèce
Synonymes
- Hylorana jerboa Günther, 1872
- Rana jerboa (Günther, 1872)
- Amolops jerboa (Günther, 1872)

Statut de conservation UICN

 VU D2 : Vulnérable
Meristogenys jerboa est une espèce d'amphibiens de la famille des Ranidae.

## Répartition
Cette espèce est endémique de l'Ouest de l'État du Sarawak en Malaisie orientale sur l'île de Bornéo,.

## Publication originale
- Günther, 1872 : On the reptiles and amphibians of Borneo. Proceedings of the Zoological Society of London, vol. 1872, p. 586-600 (texte intégral).